# Ismail Mahomed
Ismail Mahomed, né le 5 juillet 1931 à Pretoria en Afrique du Sud et mort le 17 juin 2000 à Johannesburg en Afrique du Sud, était un avocat sud-africain.
Il a également été Chef Justice de Namibie et a participé à la rédaction de la constitution namibienne.

## Biographie

### Enfance et éducation
Ismail Mahomed est né le 5 juillet 1931 à Pretoria en Afrique du Sud. Ses parents étaient des marchands immigrés indiens. Il est diplômé du lycée des garçons indiens de Pretoria en 1950. Il obtient son BA de l'Université du Witwatersrand en 1953 et l'année suivante reçoit son BA avec distinction en sciences politiques. Il a eu sa licence en droit en 1957.

### Carrière
Ismail Mahomed se voit refuser l'admission au barreau de Pretoria, car celui-ci est réservé aux avocats blancs, mais il peut rejoindre le barreau de Johannesburg. Cependant, en raison de la loi sur les zones de groupe, il lui est interdit d'avoir son propre cabinet et il est obligé de rejoindre le cabinet d'un avocat blanc.
Dans les années 1960, on lui confie de nombreuses affaires au Botswana, au Lesotho et en Rhodésie, principalement des affaires liées au recouvrement contractuel de sommes d'argent et de dettes, des procès sommaires, des procès pour exécution spécifique et des dommages contractuels dans des transactions immobilières.
En 1974, Ismail Mahomed est devenu le premier avocat non blanc de l'histoire de l'Afrique du Sud à devenir Senior counsel. Il s'est fait remarquer en acceptant des mémoires au profit des agriculteurs afrikaners en difficulté qui luttaient contre des banques cherchant à faire respecter des emprunts hypothécaires sur des terres agricoles, ce qui lui a valu une bonne volonté considérable, même au sein de la communauté agricole blanche. Pendant tout ce temps, il a continué à participer à des audiences de libération sous caution et d'habeas corpus pour des militants de l'ANC.
Il a été nommé avocat anglais en 1984.
En 1991, il est devenu président de la Convention pour une Afrique du Sud démocratique, et le premier juge non blanc à la Cour suprême d'Afrique du Sud. En 1995, il a été nommé juge à la Cour constitutionnelle puis, en 1996, a été nommé juge en chef de l'Afrique du Sud par le président Nelson Mandela.

## Décès
Ismail Mahomed est décédé d'un cancer du pancréas à Johannesburg le 17 juin 2000, peu après avoir quitté la magistrature. Sam Nujoma, le président namibien de l'époque, a prononcé un discours lors de ses funérailles.

## Distinction
Ordre du Baobab (Or) en 2002